# パデルノ・デル・グラッパ
パデルノ・デル・グラッパ（伊: Paderno del Grappa）は、イタリア共和国ヴェネト州トレヴィーゾ県ピエーヴェ・デル・グラッパに属する分離集落（フラツィオーネ）。
かつては独立したコムーネであったが、2019年1月30日にクレスパーノ・デル・グラッパと合併して新自治体の一部となった。

## 地理

### 位置・広がり

#### 隣接コムーネ
コムーネとしてのパデルノ・デル・グラッパは、以下のコムーネと隣接していた。括弧内のBLはベッルーノ県、VIはヴィチェンツァ県所属を示す。
- アラーノ・ディ・ピアーヴェ (BL)
- アーゾロ
- カステルクッコ
- チズモーン・デル・グラッパ (VI)
- クレスパーノ・デル・グラッパ
- フォンテ
- ポッサーニョ
- セレーン・デル・グラッパ (BL)

## 姉妹都市
- Mallersdorf-Pfaffenberg、ドイツ 1990年